# حسن المياحي
حسن صادق المياحي، لاعب كرة قدم عراقي، من مواليد 12 فبراير 1999 .
لعب سابقاً في نادي الدحيل ونادي السيلية و هو شقيق اللاعب علي صادق .